# Monika Barmet-Schelbert
Monika Barmet-Schelbert (* 19. Februar 1961, heimatberechtigt in Muotathal und Eschenbach LU) ist eine Schweizer Politikerin (Die Mitte, vormals CVP) und Kantonsrätin des Kantons Zug.
Monika Barmet-Schelbert wuchs in Menzingen auf, absolvierte die Ausbildung zur diplomierten Pflegefachfrau und arbeitete im chirurgischen Bereich. Sie engagierte sich im Vorstand der Frauenzentrale Zug und im Leitungsteam der CVP-Frauen des Kantons Zug.
Im Jahr 2002 wurde sie für den Wahlkreis Menzingen in den Zuger Kantonsrat gewählt. Sie war im Vorstand der CVP Menzingen, die sie 2004 bis 2016 präsidierte. Im Kantonsrat politisierte als Mitglied der Tiefbaukommission sowie der Kommission Gesundheit und Soziales und war Vizefraktionschefin. 2017 wurde sie zur Vizepräsidentin des Kantonsrates gewählt und ist seit 2019 Präsidentin des Kantonsrates Zug.
Monika Barmet-Schelbert ist Mitglied des Verwaltungsrates der Luegeten AG Menzingen „Zentrum für Pflege und Betreuung“ sowie Vizepräsidentin von zuwebe Baar. 